# Bastia
Bastia é a capital do departamento francês da Alta Córsega, na ilha da Córsega (França). 
Bastia é um porto exportador de azeite, limões, cortiça, licores e pescado. Existem manufacturas de tabaco. A cidade foi fundada por Génova, no século XIV.

## Personalidades nascidas em Bastia
- Ver Biografias de filhos notórios de Bastia